# Marie-Éloïse Leclair
Marie-Éloïse Leclair (* 10. September 2002 in Longueuil, Québec) ist eine kanadische Leichtathletin, die sich auf den Sprint spezialisiert hat. Seit 2024 ist sie Inhaberin der Landesrekorde über 100 und 200 Meter.

## Sportliche Laufbahn
Erste internationale Erfahrungen sammelte Marie-Éloïse Leclair, die ein Studium an der Simon Fraser University absolvierte, bei den U23-NACAC-Meisterschaften 2023 in San José, bei denen sie 11,50 s den fünften Platz im 100-Meter-Lauf belegte und über 200 Meter mit 23,91 s auf Rang vier gelangte. Bei den World Athletics Relays 2024 auf den Bahamas wurde sie in 43,09 s Siebte in der 4-mal-100-Meter-Staffel und sicherte damit dem kanadischen Team einen Startplatz bei den Olympischen Sommerspielen in Paris. Dort belegte sie in 42,69 s im Finale den sechsten Platz.

## Persönliche Bestzeiten
- 100 Meter: 11,38 s (+1,9 m/s), 21. Juni 2024 in Montreal
  - 60 Meter (Halle): 7,30 s, 19. Februar 2024 in Spokane
- 200 Meter: 23,17 s (+1,9 m/s), 25. Mai 2024 in Emporia